# Jazzy and the Pussycats
Jazzy and the Pussycats, titulado Jazzy y los melódicos en España y Jazzy y los gatitos en Hispanoamérica, es el segundo episodio (2) de la decimoctava temporada de la serie de televisión de dibujos animados Los Simpson. Fue estrenada el 17 de septiembre de 2006 en Estados Unidos, el 27 de mayo del 2007 en Hispanoamérica y el 13 de julio de 2008 en España. El episodio fue escrito por Daniel Chun y dirigido por Steve Dean Moore. Jack y Meg White, de la banda White Stripes, aparecen en el episodio. En este episodio, Bart se convierte en baterista de jazz, lo que causa que Lisa se vuelque hacia el cuidar animales.

## Sinopsis
Bart causa un desastre en el funeral de la esposa de Las Vegas de Homer. Después de ir con un psicólogo, este le recomienda que toque la batería. Bart descubre su talento innato, pero hace mucho ruido. Para librarse de él, Homer y Marge hacen que Lisa lo lleve a un club de jazz, donde tocan. Bart es aceptado en un grupo, haciendo que Lisa se sienta celosa. Lisa decide adoptar un perro, pero luego sigue juntando animales. Uno de ellos, un tigre muerde a Bart en el brazo y le hace perder su capacidad de baterista. Sus amigos de la banda realizan un concierto para pagarle una operación a Bart. En lugar de ello, Bart utiliza el dinero para un santuario para los animales de Lisa.